# Blink-182 (album)
Blink-182 címen jelentette meg ötödik nagylemezét az amerikai, Blink-182 együttes.

## Számlista
Az összes számot Tom Delonge, Mark Hoppus és Travis Barker írta, kivéve azokat aminél külön fel van tüntetve más előadó:
1. "Feeling This" – 2:52
2. "Obvious" – 2:43
3. "I Miss You" – 3:47
4. "Violence" – 3:52
  - "Stockholm Syndrome Dialog" (rejtett szám) – 1:28
5. "Stockholm Syndrome" – 2:41
6. "Down" – 3:03
7. "The Fallen Interlude" (instrumentális) – 2:12 (Hoppus/DeLonge/Barker/"Jacken")
8. "Go" – 1:53
9. "Asthenia" – 4:19
10. "Always" – 4:11
11. "Easy Target" – 2:20
12. "All of This" – 4:40
13. "Here's Your Letter" – 2:54
14. "I'm Lost Without You" – 6:20

Csak Tom Delong énekel: 2, 9, 10, 14.
Csak Mark Hoppus énekel: 8, 13.
Tom és Mark énekel a számban: 1, 3, 4, 5, 6, 11.
Robert Smith és Tom Delonge énekel: 12.
Hivatalos bónusz számok
- "Anthem Part Two" (Live in Chicago) – 3:45

UK bónusz számok
- "Not Now" † – 4:09
- "Anthem Part Two" (Live in Chicago) – 3:45

Japan bónusz számok
- "The Rock Show" (Live in Chicago) – 3:03

Ausztrál bónusz számok
- "The Rock Show" (Live in Minneapolis) – 3:03
- "I Miss You" (Live in Minneapolis) – 3:58